# Nomorhamphus vivipara
Nomorhamphus vivipara is een straalvinnige vissensoort uit de familie van de Zenarchopterida. De wetenschappelijke naam van de soort is voor het eerst geldig gepubliceerd in 1865 door Peters.